# Eryk Smulewicz
Eryk Stanisław Smulewicz (ur. 20 stycznia 1973 w Płocku) – polski polityk i przedsiębiorca, senator VII kadencji.

## Życiorys
Ukończył studia na Politechnice Warszawskiej i SGH. W latach 1993–2007 był prezesem oddziału terenowego Stowarzyszenia „Wolna Przedsiębiorczość”.
Należał do Unii Wolności, następnie do Partii Demokratycznej. Odszedł z PD w 2006, współtworząc Forum Liberalne, w którym objął funkcję wiceprzewodniczącego. W tym samym roku z listy Platformy Obywatelskiej został wybrany na radnego płockiej rady miejskiej.
W wyborach parlamentarnych w 2007 z ramienia PO uzyskał mandat senatorski, otrzymując w okręgu płockim 98 971 głosów. Został członkiem Komisji Rolnictwa i Rozwoju Wsi oraz Komisji Gospodarki Narodowej, a także Podkomisji Przyjazne Państwo. W wyborach w 2011 bez powodzenia ubiegał się o reelekcję w okręgu nr 38 (otrzymał ok. 45 tys. głosów).